# Aspurgians
Els aspurgians (llatí: aspurgiani) foren una tribu escita del Bòsfor Cimmeri entre Fanagòria i Gorgíppia. Polemó I del Pont va tractar de sotmetre'ls però el van fer presoner i el van matar. Tolomeu els anomena asturicani.